# 楊侃
楊 侃（よう かん、488年 - 531年）は、北魏の官僚・軍人。字は栄業。本貫は恒農郡華陰県。

## 経歴
楊播の子として生まれた。成長すると、琴の演奏と読書を好み、人と交遊せず、出仕を勧められても応じようとしなかった。31歳のとき、華陰伯の爵位を嗣いだ。汝南王元悦の下で太尉騎兵参軍をつとめたのを初任とし、揚州刺史の長孫稚に求められて揚州撫軍府録事参軍に転じた。524年（正光5年）、南朝梁の豫州刺史の裴邃が合肥城にあり、寿春の城民の李瓜花・袁建らの内応をひそかに得て、寿春を攻撃する準備を整えていた。北魏側の疑念を避けるため、白捺の旧城に移転すると公表していた。楊侃は白捺が小城で形勝の地でないことから、別の意図があることを見抜き、長孫稚に進言した。はたして裴邃が寿春を攻撃してきたが、長孫稚は撃退することができた。長孫稚の上奏により楊侃は統軍となった。
叔父の楊椿が雍州刺史となると、楊侃は求められて雍州衛軍府録事参軍となり、長安県令を兼ね、衛軍府と雍州の事務の多くを決裁した。527年（孝昌3年）、蕭宝寅らが涇州で大敗すると、北地郡の功曹の毛洪賓が郡を占拠し、反乱兵を率いて渭北に進攻した。楊侃は自ら討って出ることを志願して、戦士を徴募し、3000人あまりを得ると、馬に枚を食ませて夜通し進み、馮翊郡の西に出た。反乱兵は官軍の大軍が討伐に現れたものと動揺し、毛洪賓は人質を送るむねの信書を送り、降伏を願い出た。このため宿勤明達の兄の子の南平王宿勤烏過仁の身柄が送られてきた。
後に蕭宝寅が雍州で反乱を起こすと、尚書僕射の長孫稚が討伐に向かうこととなり、楊侃は鎮遠将軍・諫議大夫に任じられ、長孫稚の下で行台左丞をつとめた。まもなく通直散騎常侍に転じた。長孫稚が弘農に進軍すると、楊侃は北の蒲坂を奪取するよう長孫稚に進言して聞き入れられた。
528年（建義元年）、冠軍将軍・東雍州刺史に任じられた。この年のうちに刺史から退任し、中散大夫・都督となって、潼関に駐屯した。洛陽に召還されて、右将軍・岐州刺史に任じられた。529年（永安2年）、元顥が迫ってくると、楊侃は本官のまま仮の撫軍将軍として都督となり、大梁に駐屯することとされたが、赴任しないうちに、北中郎将を代行した。孝荘帝が洛陽を放棄して河内に避難すると、楊侃は随従を志願して、建州に入った。帝に随行した城陽王元徽以下の約10人は、そろって3階を加増されたが、楊侃は河梁の誠を嘉されて、特に4階を加えられることとなった。楊侃は固辞して、諸士と同じ3階の加増にとどめるよう願い出て、許された。このため鎮軍将軍・度支尚書・兼給事黄門侍郎に任じられ、敷西県開国公に封じられた。
楊侃は洛陽の奪還を企図して、黄河に多くの筏を放ち、守る元顥側にどこから渡るかを予測できないようにさせようと、爾朱栄に提案した。楊侃は爾朱兆らとともに黄河を南に渡り、元顥の子の元冠受を撃破して、捕らえた。このため元顥は洛陽を棄てて南に逃れた。孝荘帝が洛陽に帰還すると、楊侃は尚書の任を解かれて、正式に給事黄門侍郎となり、征東将軍・金紫光禄大夫の位を加えられた。元顥を破った功績により、済北郡開国公に爵位を進めた。ときに私鋳銭が横行する世情を鑑みて、五銖銭の改鋳を孝荘帝に進言し、容れられた。
万俟醜奴が東秦州を落とし、岐州を包囲した。530年（永安3年）、大都督の爾朱天光が軍を率いてこの反乱を討つこととなり、楊侃は本官のまま使持節・兼尚書僕射・関右慰労大使となって従軍した。凱旋すると、侍中に任じられ、衛将軍・右光禄大夫の位を加えられた。
孝荘帝が爾朱栄の粛清を図ると、楊侃は李晞・城陽王元徽・李彧らとともにその計画に参加した。爾朱兆が洛陽に入ると、楊侃はちょうど休暇中であり、隠れ潜んで故郷の華陰に逃げ帰った。531年（普泰元年）、長安にいた爾朱天光が、楊侃の長男の楊師沖の妻の父にあたる韋義遠を派遣して、爾朱栄を殺害した罪を赦すので麾下に招きたいと伝えてきた。楊侃の従兄の楊昱は一家に禍が降りかかるのを恐れて、応じないように勧めたが、楊侃は仮に爾朱天光の言が偽りだったとしても、一身を滅ぼすのみで、一族に禍が及ばないように願おうといって、長安に赴いた。7月、爾朱天光に殺害された。享年は44。532年（太昌元年）、車騎将軍・儀同三司・幽州刺史の位を追贈された。

## 子女
- 楊師沖（秘書郎）
- 楊純陀（後嗣）
- 韋孝寛の妻

## 伝記資料
- 『魏書』巻58 列伝第46
- 『北史』巻41 列伝第29
- 魏故車騎大将軍開府儀同三司秦州刺史楊君墓誌銘（楊侃墓誌）